# Bota d'Or
La Bota d'Or, al futbol, és el trofeu amb el qual es premia cada any al màxim golejador de les lligues europees. El trofeu es va començar a atorgar a la temporada 1967-68.
Actualment, la classificació s'obté amb un sistema ponderat de punts, en el qual els gols marcats en les vuit lligues més potents (en funció del coeficient UEFA de la lliga) són multiplicats per un factor de 2, i s'aplica un factor d'1.5 als gols marcats en les lligues classificades entre els llocs 9 i 21. Així marcar 25 gols a lligues com l'espanyola, anglesa o italiana, atorga més punts que marcar-ne 30 en unes altres com l'austríaca, per exemple.

## Guanyadors des de 1996
La temporada 1996-97 es va començar a atorgar el premi de nou, després de diversos anys sense fer-ho. També es va implantar llavors l'actual sistema de puntuació.
| Any     | Jugador            | Gols | Club                    | Lliga                      |
| ------- | ------------------ | ---- | ----------------------- | -------------------------- |
| 2023-24 | Harry Kane         | 36   | Bayern de Múnic         | Bundesliga alemanya        |
| 2022-23 | Erling Haaland     | 36   | Manchester City         | Premier League             |
| 2021-22 | Robert Lewandowski | 35   | Bayern de Múnic         | Bundesliga alemanya        |
| 2020-21 | Robert Lewandowski | 41   | Bayern de Múnic         | Bundesliga alemanya        |
| 2019-20 | Ciro Immobile      | 36   | SS Lazio                | Lliga italiana de futbol   |
| 2018-19 | Leo Messi          | 36   | FC Barcelona            | Lliga espanyola            |
| 2017-18 | Leo Messi          | 34   | FC Barcelona            | Lliga espanyola            |
| 2016-17 | Leo Messi          | 37   | FC Barcelona            | Lliga espanyola            |
| 2015-16 | Luis Suárez        | 40   | FC Barcelona            | Lliga espanyola            |
| 2014-15 | Cristiano Ronaldo  | 48   | Reial Madrid CF         | Lliga espanyola            |
| 2013-14 | Cristiano Ronaldo  | 31   | Reial Madrid CF         | Lliga espanyola            |
| 2013-14 | Luis Suárez        | 31   | Liverpool FC            | FA Premier League          |
| 2012-13 | Leo Messi          | 45   | FC Barcelona            | Lliga espanyola            |
| 2011-12 | Leo Messi          | 50   | FC Barcelona            | Lliga espanyola            |
| 2010-11 | Cristiano Ronaldo  | 40   | Reial Madrid CF         | Lliga espanyola            |
| 2009-10 | Leo Messi          | 34   | FC Barcelona            | Lliga espanyola            |
| 2008-09 | Diego Forlán       | 32   | Club Atlético de Madrid | Lliga espanyola            |
| 2007-08 | Cristiano Ronaldo  | 31   | Manchester United FC    | FA Premier League          |
| 2006-07 | Francesco Totti    | 26   | AS Roma                 | Lliga italiana de futbol   |
| 2005-06 | Luca Toni          | 31   | Fiorentina              | Lliga italiana de futbol   |
| 2004-05 | Thierry Henry      | 25   | Arsenal FC              | FA Premier League          |
| 2004-05 | Diego Forlán       | 25   | Vila-real CF            | Lliga espanyola de futbol  |
| 2003-04 | Thierry Henry      | 30   | Arsenal FC              | FA Premier League          |
| 2002-03 | Roy Makaay         | 29   | Deportivo La Coruña     | Lliga espanyola de futbol  |
| 2001-02 | Mário Jardel       | 42   | Sporting de Lisboa      | Lliga portuguesa de futbol |
| 2000-01 | Henrik Larsson     | 35   | Celtic FC               | Lliga escocesa de futbol   |
| 1999-00 | Kevin Philips      | 30   | Sunderland AFC          | FA Premier League          |
| 1998-99 | Mário Jardel       | 36   | Oporto                  | Lliga portuguesa de futbol |
| 1997-98 | Nikos Makhlàs      | 34   | Vitesse Arnhem          | Eredivisie                 |
| 1996-97 | Ronaldo            | 34   | FC Barcelona            | Lliga espanyola de futbol  |

## Golejadors 1991-1996
Durant aquest període no va ser atorgat cap premi al golejador d'Europa, però a continuació es mostren els jugadors que l'haguessin guanyat (sense tenir en compte les consideracions de 1996). El màxim golejador de la temporada 1990–91, Darko Pancev, no va rebre el guardó de forma oficial fins al 2006.
| Any     | Jugador         | Gols | Club                      |
| ------- | --------------- | ---- | ------------------------- |
| 1995-96 | Zviad Endeladze | 40   | Margveti (Geòrgia)        |
| 1994-95 | Arsen Avitisyan | 39   | Homenetmen (Armènia)      |
| 1993-94 | David Taylar    | 43   | Porthmadog FC (Gal·les)   |
| 1992-93 | Ally McCoist    | 34   | Glasgow Rangers (Escòcia) |
| 1991-92 | Ally McCoist    | 34   | Glasgow Rangers (Escòcia) |

## Guanyadors de 1968 a 1991
Entre 1968 i 1991, la Bota d'Or europea s'atorgà al màxim golejador de les lligues europees, independentment del nivell futbolístic de la lliga i del nombre de partits disputats a la competició. Durant aquest període Eusébio, Gerd Müller, Dudu Georgescu i Fernando Gomes van guanyar dos trofeus cadascun.
| Temporada | Jugador                      | Club                          | Lliga                                         | Gols  |
| --------- | ---------------------------- | ----------------------------- | --------------------------------------------- | ----- |
| 1990–91   | Darko Pancev                 | Crvena Zvezda                 | Lliga iugoslava de futbol                     | 34    |
| 1989–90   | Hugo Sánchez                 | Reial Madrid                  | Lliga espanyola de futbol                     | 38    |
| 1989–90   | Hristo Stoítxkov             | CSKA Sofia                    | Lliga búlgara de futbol                       | 38    |
| 1988–89   | Dorin Mateuţ                 | Dinamo Bucarest               | Lliga romanesa de futbol                      | 43    |
| 1987–88   | Tanju Çolak                  | Galatasaray                   | Lliga turca de futbol                         | 39    |
| 1986–87   | Rodion Cămătaru Toni Polster | Dinamo Bucarest Austria Viena | Lliga romanesa de futbol Bundesliga austríaca | 44 39 |
| 1985–86   | Marco van Basten             | AFC Ajax                      | Eredivisie neerlandesa                        | 37    |
| 1984–85   | Fernando Gomes               | FC Porto                      | Lliga portuguesa de futbol                    | 39    |
| 1983–84   | Ian Rush                     | Liverpool FC                  | First Division anglesa                        | 32    |
| 1982–83   | Fernando Gomes               | FC Porto                      | Lliga portuguesa de futbol                    | 36    |
| 1981–82   | Wim Kieft                    | AFC Ajax                      | Eredivisie neerlandesa                        | 32    |
| 1980–81   | Georgi Slavkov               | Trakia Plovdiv                | Lliga búlgara de futbol                       | 31    |
| 1979–80   | Erwin Vandenbergh            | Lierse SK                     | Lliga belga de futbol                         | 39    |
| 1978–79   | Kees Kist                    | AZ Alkmaar                    | Eredivisie neerlandesa                        | 34    |
| 1977–78   | Hans Krankl                  | Rapid Viena                   | Bundesliga austríaca                          | 41    |
| 1976–77   | Dudu Georgescu               | Dinamo Bucarest               | Lliga romanesa de futbol                      | 47    |
| 1975–76   | Sotiris Kaiafas              | Omonia Nicòsia                | Lliga xipriota de futbol                      | 39    |
| 1974–75   | Dudu Georgescu               | Dinamo Bucarest               | Lliga romanesa de futbol                      | 33    |
| 1973–74   | Héctor Yazalde               | Sporting CP                   | Lliga portuguesa de futbol                    | 46    |
| 1972–73   | Eusébio                      | SL Benfica                    | Lliga portuguesa de futbol                    | 40    |
| 1971–72   | Gerd Müller                  | Bayern de Múnic               | Bundesliga alemanya                           | 40    |
| 1970–71   | Josip Skoblar                | Olympique de Marsella         | Lliga francesa de futbol                      | 44    |
| 1969–70   | Gerd Müller                  | Bayern de Múnic               | Bundesliga alemanya                           | 38    |
| 1968–69   | Petr Jèkov                   | CSKA Sofia                    | Lliga búlgara de futbol                       | 36    |
| 1967–68   | Eusébio                      | SL Benfica                    | Lliga portuguesa de futbol                    | 42    |